# Stenotaenia nudicaulis
Stenotaenia nudicaulis är en flockblommig växtart som beskrevs av Pierre Edmond Boissier. Stenotaenia nudicaulis ingår i släktet Stenotaenia och familjen flockblommiga växter. Inga underarter finns listade i Catalogue of Life.